# فويتشخ وايس
فويتشخ وايس (بالبولندية: Wojciech Weiss)‏ هو رسام بولندي، ولد في 4 مايو 1875 في Leorda ‏ في رومانيا، وتوفي في 7 ديسمبر 1950 في كراكوف في بولندا.